# Nashville (série de televisão)
Nashville é uma série de televisão americana que estreou nos Estados Unidos em 10 de outubro de 2012 na ABC. No Brasil é transmitida pelo Canal Sony. Em 12 de maio de 2015 a série foi renovada, para uma 4ª temporada de 21 episódios. No dia 12 de maio de 2016 a ABC cancelou oficialmente a série por conta da baixa audiência em sua última temporada. Após o cancelamento, os produtores da série começaram a procurar um novo canal tendo tentado a sua sorte com a Lionsgate (que produz a série), Hulu, Lifetime, Bravo e E!. Nashville acabou por ser salvo pelo canal country americano CMT no dia 10 de junho. Em 17 de novembro de 2017, foi anunciado que a sexta temporada seria a temporada final do programa, já que a CMT mudou para toda a programação improvisada. O 124º episódio final foi ao ar em 26 de julho de 2018.

## Sinopse
Rayna James é uma estrela da música country americana, cujo sucesso começa a declinar. Seus produtores oferecem a ela uma turnê conjunta com a estrela do momento Juliette Barnes, tida como o futuro da música country jovem e sexy. Mas as duas cantoras estão em busca de alcançar seus objetivos separadamente. Juliette quer tomar o lugar de Rayna. Rayna acredita que algumas músicas escritas pela talentosa Scarlett O'Connor vai ajudá-la a reencontrar o sucesso. O pai de Rayna é Lamar Wyatt, um político poderoso em Nashville que não tem uma boa relação com Rayna, mas mesmo assim decide lançar seu genro Teddy Conrad a prefeito da cidade.

## Elenco
| Ator              | Personagem        | Temporadas | Temporadas   | Temporadas | Temporadas   | Temporadas   | Temporadas   |
| Ator              | Personagem        | 1          | 2            | 3          | 4            | 5            | 6            |
| ----------------- | ----------------- | ---------- | ------------ | ---------- | ------------ | ------------ | ------------ |
| Connie Britton    | Rayna James       | Principal  | Principal    | Principal  | Principal    | Principal    | Participação |
| Hayden Panettiere | Juliette Barnes   | Principal  | Principal    | Principal  | Principal    | Principal    | Principal    |
| Clare Bowen       | Scarlett O'Connor | Principal  | Principal    | Principal  | Principal    | Principal    | Principal    |
| Eric Close        | Teddy Conrad      | Principal  | Principal    | Principal  | Participação | Participação | Participação |
| Charles Esten     | Deacon Clayborne  | Principal  | Principal    | Principal  | Principal    | Principal    | Principal    |
| Jonathan Jackson  | Avery Barkley     | Principal  | Principal    | Principal  | Principal    | Principal    | Principal    |
| Sam Palladio      | Gunnar Scott      | Principal  | Principal    | Principal  | Principal    | Principal    | Principal    |
| Robert Wisdom     | Coleman Carlisle  | Principal  | Participação |            |              |              |              |
| Powers Boothe     | Lamar Wyatt       | Principal  | Recorrente   |            |              |              |              |
| Chris Carmack     | Will Lexington    | Recorrente | Principal    | Principal  | Principal    | Principal    | Principal    |
| Lennon Stella     | Maddie Conrad     | Recorrente | Principal    | Principal  | Principal    | Principal    | Principal    |
| Maisy Stella      | Daphne Conrad     | Recorrente | Principal    | Principal  | Principal    | Principal    | Principal    |
| Oliver Hudson     | Jeff Fordham      |            | Recorrente   | Principal  | Recorrente   |              |              |
| Will Chase        | Luke Wheeler      |            | Recorrente   | Principal  | Principal    | Participação |              |
| Aubrey Peeples    | Layla Grant       |            | Recorrente   | Recorrente | Principal    |              |              |
| Cameron Scoggins  | Zach Welles       |            |              |            |              | Principal    | Participação |
| Kaitlin Doubleday | Jessie Caine      |            |              |            |              | Principal    | Principal    |
| Jeffrey Nordling  | Brad Maitland     |            |              |            |              | Recorrente   | Principal    |

## Prêmios e indicações

### Indicações

#### Primetime Emmy Awards
- 2013: Melhor Principal Série Dramática - Connie Britton

#### Globo de Ouro
- 2013: Melhor Atriz em Série Dramática - Connie Britton
- 2013: Melhor Atriz Coadjuvante - Hayden Panettiere
- 2014: Melhor Atriz Coadjuvante - Hayden Panettiere

## Recepção da crítica
Nashville teve aclamação por parte da crítica especializada. Em sua 1ª temporada, com base de 32 avaliações profissionais, alcançou uma pontuação de 84% no Metacritic. Por votos dos usuários do site, atinge uma nota de 7.2, usada para avaliar a recepção do público.

## Lançamento em DVD
| Temporada | Temporada | Episódios | Data de lançamento do DVD | Data de lançamento do DVD | Data de lançamento do DVD |
| Temporada | Temporada | Episódios | Região 1                  | Região 2                  | Região 4                  |
| --------- | --------- | --------- | ------------------------- | ------------------------- | ------------------------- |
|           | 1         | 21        | 17 de Setembro de 2013    | 15 de Julho de 2013       | 23 de Abril de 2014       |
|           | 2         | 22        | 23 de Setembro de 2014    | 7 de Julho de 2014        | 15 de Abril de 2015       |
|           | 3         | 22        | 1 de Setembro de 2015     | 12 de Outubro de 2015     | 9 de Dezembro de 2015     |
|           | 4         | 21        | 21 de Fevereiro de 2017   | 16 de Janeiro de 2017     | 30 de Novembro de 2016    |
|           | 5         | 22        | —                         | 9 de Dezembro de 2017     | —                         |
|           | 6         | 16        | —                         | 13 de Agosto de 2018      | —                         |

## Episódios
| Temporada | Temporada | Episódios | Episódios          | Exibição Original      | Exibição Original       | Exibição Original |
| Temporada | Temporada | Episódios | Episódios          | Estreia de temporada   | Final de temporada      | Canal             |
| --------- | --------- | --------- | ------------------ | ---------------------- | ----------------------- | ----------------- |
|           | 1         | 21        | 21                 | 10 de Outubro de 2012  | 22 de Maio de 2013      | ABC               |
|           | 2         | 22        | 22                 | 25 de Setembro de 2013 | 14 de Maio de 2014      | ABC               |
|           | 3         | 22        | 22                 | 24 de Setembro de 2014 | 13 de Maio de 2015      | ABC               |
|           | 4         | 21        | 21                 | 23 de Setembro de 2015 | 25 de Maio de 2016      | ABC               |
|           | 5         | 22        | 11                 | 15 de Dezembro de 2016 | 9 de Março de 2017      | CMT               |
| 11        | 5         | 22        | 1 de Junho de 2017 | 10 de Agosto de 2017   |                         | CMT               |
|           | 6         | 16        | 8                  | 4 de Janeiro de 2018   | 22 de Fevereiro de 2018 | CMT               |
| 8         | 6         | 16        | 7 de Junho de 2018 | 26 de Julho de 2018    |                         | CMT               |